# نهى رشدي
نهى رشدي هي أول فتاة في مصر تحصل على حكم قضائي لصالحها في قضية تحرش جنسي تعرضت له بالقاهرة. تعمل نهى رشدي كمخرجة أفلام وثائقية وهي خريجة كلية الحقوق بجامعة القاهرة وتبلغ من العمر 27 عاماً.

## القصة
كانت نهي رشدي وصديقة لها تسيران في أحد شوارع شرق القاهرة بمنطقة مصر الجديدة في شهر يونيو 2008 حيث تعرض لها سائق سيارة نصف نقل (شريف جبريل) متحرشاً بها جنسياً، حيث اقترب حتى أصبح بالقرب منها وأمسك بصدرها حتى سقطت علي الأرض، وظلت تصرخ دون أن يغيثها أحد، وكاد المتحرش أن يهرب بسيارته لولا أن سيارة قادمة في الاتجاه المعاكس أجبرته على التوقف ، وبعد محاولات وشد وجذب وبمساعدة أحد الشباب تمكنت نهي من اصطحابه إلى قسم الشرطة الذي حرر محضراً بالواقعة حبس على إثرها الشاب «شريف جبريل» 27 سنة احتياطياً حتي تمت محاكمته. وفي نهاية الجلسة الأولى للمحاكمة التي عقدت سرياً في 21 أكتوبر 2008 أصدرت محكمة جنايات القاهرة برئاسة المستشار أحمد شوقي الشلقاني حكمها عليه بالسجن المشدد لمدة ثلاث سنوات والغرامة بمبلغ 5000 جنيه.
 وقد أشادت صحف عالمية بالحكم الصادر في هذه القضية لأنه يعتبر رادعاً لظاهرة التحرش الجنسي ومن هذه الصحف «فاينانشيال تايمز» البريطانية و«لوس أنجليس تايمز» و«نيويورك تايمز» 

## التشكيك في مصداقية الفتاة
بعد أيام من الحكم قالت محامية انضمت لهيئة الدفاع عنها أنها ستتحول للدفاع عن المدعي عليه، مدعية أن نهي إسرائيلية وتحمل جواز سفر إسرائيلي وهو ما نفته نهي مؤكدة أنها من عرب 48 وأنها تحمل وثيقة لاجئ. كما ادعت المحامية أن هذا الحكم لم يكن الأول الذي تحصل عليه نهي في قضية تحرش جنسي وهو ما نفته نهي كذلك.

## وصلات خارجية
- نهي رشدي بقلم خيري رمضان
- لأول مرة: الحبس ثلاث سنوات لمصري أدين بالتحرش الجنسي بفتاة
- نهى رشدي تتحدث لبرنامج 90 دقيقة
- مقالة عن نهى رشدي في صحيفة نيويورك تايمز الأمريكية.